# Yang Xiaozhong
Yang Xiaozhong (杨小仲S, Yáng XiǎozhòngP; Changzhou, 11 dicembre 1899 – Shanghai, gennaio 1969) è stato un regista cinese.
Nato come Yang Baotai (杨保泰S, Yáng BǎotàiP), è stato uno dei principali e più produttivi registi della prima era del cinema cinese, regista che in quarant'anni di carriera ha diretto un centinaio di film, attraversando tutte le fasi dal cinema muto fino al technicolor.